# Теорема Гёделя о полноте
Теоре́ма Гёделя о полноте́ исчисле́ния предика́тов является одной из фундаментальных теорем математической логики: она устанавливает однозначную связь между логической истинностью высказывания и его выводимостью в логике первого порядка. Впервые эта теорема была доказана Куртом Гёделем в 1929.
| Формула является выводимой в исчислении предикатов первого порядка тогда и только тогда, когда она общезначима (истинна в любой интерпретации при любой подстановке). |

Иными словами, если {\displaystyle \Phi } — тождественно истинная формула исчисления предикатов, то {\displaystyle \Phi } доказуема в исчислении предикатов.

## Доказательство
Из тождественной истинности {\displaystyle \Phi } получаем, что множество {\displaystyle \{\neg \Phi \}} не имеет модели. Из теоремы о существовании модели следует, что {\displaystyle \{\neg \Phi \}} противоречиво, то есть {\displaystyle \neg \Phi \vdash } - теорема исчисления предикатов. По правилу вывода {\displaystyle {\frac {\Gamma ,\neg \Phi \vdash }{\Gamma \vdash \Phi }}} получаем, что {\displaystyle \Phi } доказуема.